# Торговый кодекс Германии

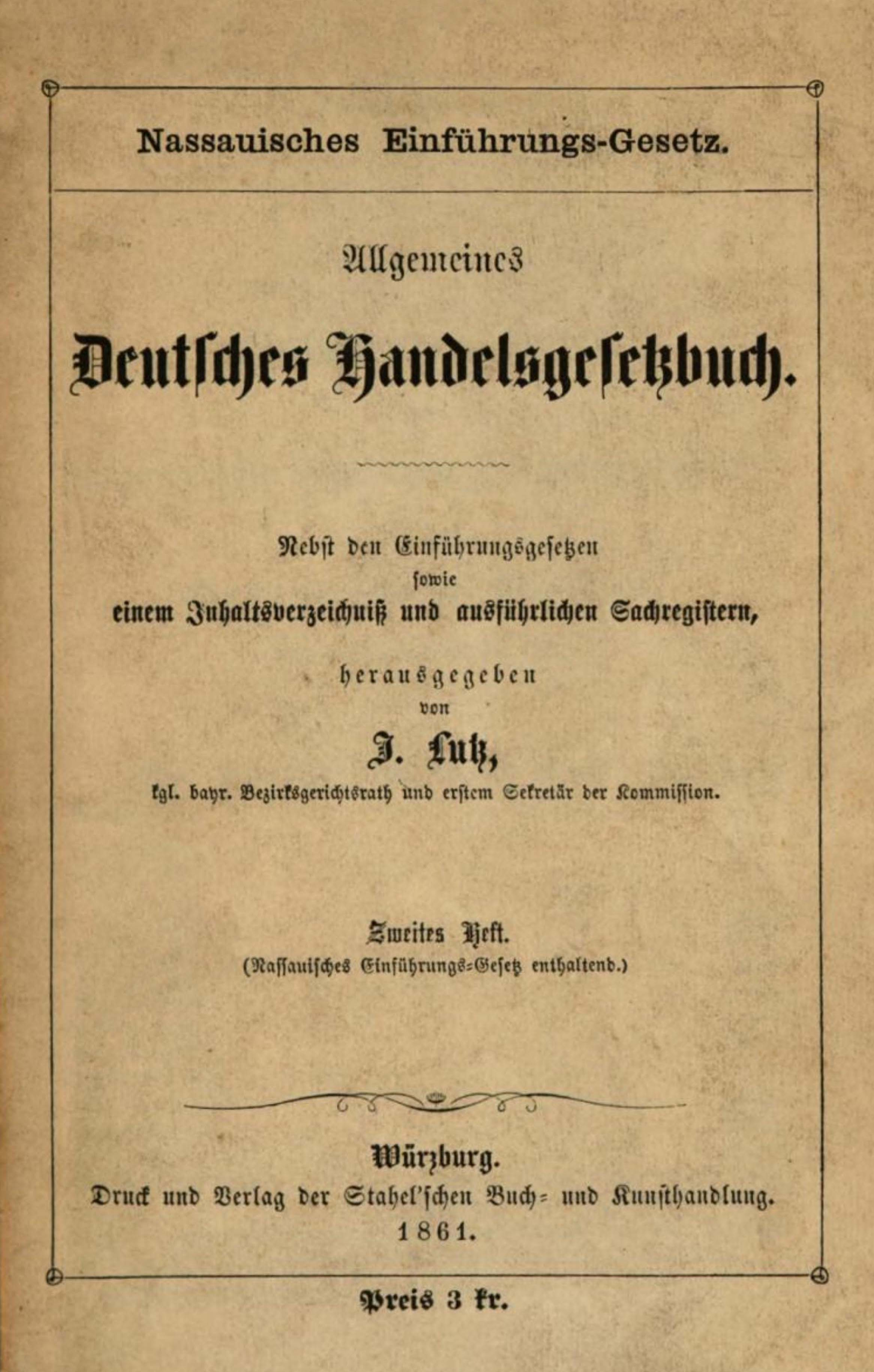
Общегерманское торговое уложение 1861 года

Торговый кодекс Германии (сокр. ТК, также Коммерческий кодекс, Германское торговое уложение (уст.); нем. Handelsgesetzbuch, сокр. HGB) — основной источник торгового права Германии, регулирующий отношения между коммерсантами.
Гражданский кодекс Германии в торговом праве служит лишь дополнительным источником торгового права, то есть его положения применяются в том случае, когда отсутствуют специальные нормы торгового права.
Торговый кодекс Германии вводит следующие основные понятия торгового права Германии:
- Коммерсант — физическое или юридическое лицо, внесённое в торговый реестр и занимающееся одним из видов коммерческой деятельности, указанной в Торговом кодексе, приобретением и продажей товаров, обработкой и переработкой изделий для других лиц, страхованием на возмездной основе, банковскими операциями, перевозками пассажиров и товаров.
- Официальное наименование (фирма, фирменное название) компании — название, под которым коммерсант ведёт свои дела.
- Торговый реестр — общедоступный публичный документ, в который вносятся все важные сведения о коммерческой деятельности компании.
- Коммерческий персонал — сотрудники компании, облечённые представительскими полномочиями от её имени, к которым относятся прокура, полномочие на ведение коммерческих дел и торговое представительство.

Торговый кодекс Германии также содержит положения об открытом торговом обществе (Offene Handelsgesellschaft, OHG), коммандитном обществе (Kommanditgesellschaft, KG) и негласном обществе (stille Gesellschaft).
Торговый кодекс также регулирует вопросы принятия решений и отчётности в хозяйственных обществах и содержит дополнительные нормы в отношении страховых компаний, кредитных организаций и товариществ.
Предшественником современного ТК Германии является Общегерманское торговое уложение (Allgemeines Deutsches Handelsgesetzbuch, ADHGB) 1861 года. Торговый кодекс Германии был принят 10 мая 1897 года и вступил в силу вместе с Гражданским кодексом Германии 1 января 1900 года. В настоящее время торговое право Германии подвержено сильному влиянию нормотворчества Европейского союза.
С 1938 года Торговый кодекс Германии действовал в Австрии. 1 января 2007 года в Торговый кодекс Австрии внесены обширные изменения согласно Закону о внесении изменений в Торговый кодекс Австрии, и он был переименован в Предпринимательский кодекс Австрии (Unternehmensgesetzbuch, UGB).